# فران روس
فران روس (بالإنجليزية: Fran Ross)‏ (25 يونيو 1935 - 17 سبتمبر 1985)؛ كاتِبة وروائية أمريكية.